# Farfalla di Hofstadter

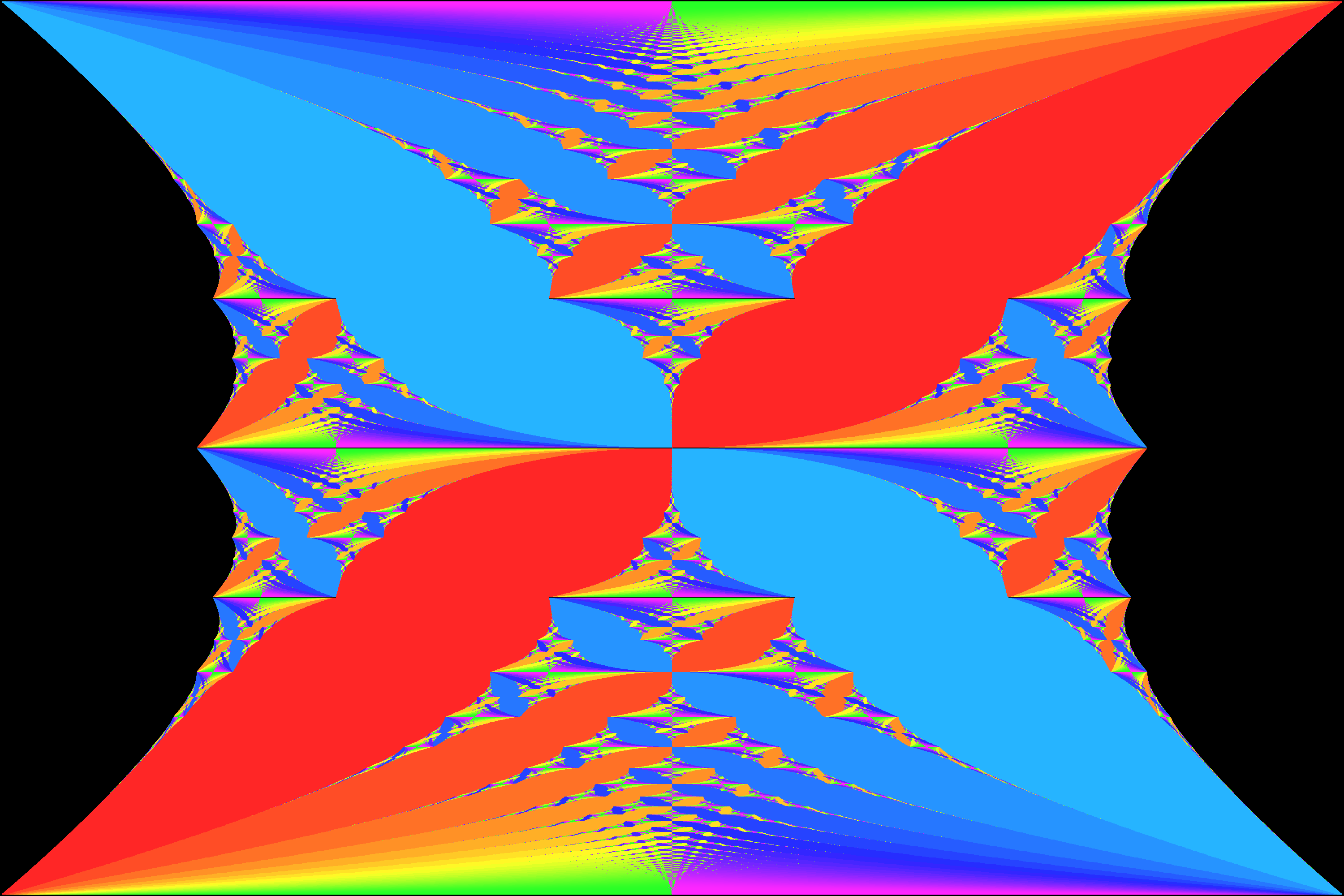
Farfalla di Hofstadter

La Farfalla di Hofstadter è un frattale scoperto da Douglas Hofstadter, che lo descrisse nel 1976 su un articolo sui livelli energetici degli elettroni di Bloch nei campi magnetici.
Dà una rappresentazione grafica dello spettro del quasi operatore Mathieu per {\displaystyle \lambda =1} a diverse frequenze, che si rivelò per visualizzare un'ovvia auto Auto similarità.
È uno dei rari frattali scoperti in fisica, insieme al teorema di Kolmogorov-Arnold-Moser.
Nel 2013 viene trovata la struttura a Farfalla di Hofstadter nel grafene da due gruppi di ricerca indipendenti, uno dell'Università di Manchester e l'altro del City College di New York.